# Robbe Quirynen
Robbe Quirynen (Malle, 3 november 2001) is een Belgisch voetballer die onder contract staat bij Beerschot VA. Quirynen speelt als flankverdediger.

## Carrière
Quirynen voetbalde tot zijn vijftiende bij Sint-Job FC. Hij verhuisde in 2016 naar Cappellen FC en maakte een jaar later op zestienjarige leeftijd de overstap naar de jeugd van Antwerp FC. In januari 2019 werd hij geselecteerd om met de A-kern mee op winterstage te gaan. Zeven maanden later maakte hij zijn officiële debuut in het eerste elftal: op de tweede speeldag van de Jupiler Pro League mocht hij op de tweede speeldag tegen Waasland-Beveren in de 78e minuut invallen voor Aurélio Buta. Antwerp dreigde drie punten te verliezen door de invalbeurt van Quirynen omdat het de verdediger niet op het officiële wedstrijdblad had gezet, maar Waasland-Beveren diende geen klacht in.
Quirynen kwam in het seizoen 2019/20 vijfmaal in actie in het eerste elftal: driemaal in de competitie (na zijn invalbeurt tegen Waasland-Beveren kreeg hij een basisplaats tegen Sint-Truidense VV en Zulte Waregem), en eenmaal in de Beker van België en de Europa League. Door zijn optreden in de van de Beker van België (in de zesde ronde tegen KSC Lokeren) mocht hij op 2 augustus 2020 de Beker van België bijschrijven op zijn palmares toen Antwerp de eindzege op zak stak.
In augustus 2020 leende Antwerp hem voor een seizoen uit aan Royal Excel Moeskroen. De Henegouwers bedongen een aankoopoptie van anderhalf miljoen euro in het huurcontract. Quirynen speelde slechts negen wedstrijden voor Moeskroen en kon daarin de degradatie naar Eerste klasse B niet verhelpen. Na afloop van de uitleenbeurt keerde hij terug naar Antwerp. Hij speelde aan het begin van het seizoen 2021/22 enkele wedstrijden mee onder coach Brian Priske maar verdween naderhand uit beeld nadat er nieuwe spelers aangetrokken werden.
In de winterstop van dat seizoen vertrok Quirynen definitief bij Antwerp om de overstap te maken naar KMSK Deinze dat uitkomt in de Eerste klasse B. Hij tekende er een contract tot het einde van het seizoen. Quirynen kreeg er veel speelkansen onder coach Wim De Decker. Op de laatste speeldag van dat seizoen scoorde hij zijn eerste profdoelpunt in de verloren competitiewedstrijd tegen Lommel SK.
In de voorbereiding van het seizoen 2022/23 haalde Beerschot Voetbalclub Antwerpen hem terug naar Antwerpen en trok het hem transfervrij aan. Quirynen tekende een tweejarig contract tot de zomer van 2024.

## Clubstatistieken
| Seizoen         | Club              | Land            | Competitie      | Competitie | Competitie | Beker | Beker | Supercup | Supercup | Europees | Europees | Totaal | Totaal |
| Seizoen         | Club              | Land            | Competitie      | Wed.       | Dlp.       | Wed.  | Dlp.  | Wed.     | Dlp.     | Wed.     | Dlp.     | Wed.   | Dlp.   |
| --------------- | ----------------- | --------------- | --------------- | ---------- | ---------- | ----- | ----- | -------- | -------- | -------- | -------- | ------ | ------ |
| 2018/19         | Antwerp FC        | Vlag van België | Eerste klasse A | 0          | 0          | 0     | 0     | —        | —        | —        | —        | 0      | 0      |
| 2019/20         | Antwerp FC        | Vlag van België | Eerste klasse A | 3          | 0          | 1     | 0     | —        | —        | 1        | 0        | 5      | 0      |
| 2020/21         | → Excel Moeskroen | Vlag van België | Eerste klasse A | 9          | 0          | 0     | 0     | —        | —        | —        | —        | 9      | 0      |
| 2021/22         | Antwerp FC        | Vlag van België | Eerste klasse A | 1          | 0          | 0     | 0     | —        | —        | 0        | 0        | 1      | 0      |
| 2021/22         | KMSK Deinze       | Vlag van België | Eerste klasse B | 11         | 1          | 0     | 0     | —        | —        | —        | —        | 11     | 1      |
| 2022/23         | Beerschot VA      | Vlag van België | Eerste klasse B | 5          | 0          | 2     | 0     | —        | —        | —        | —        | 7      | 0      |
| Carrière totaal | Carrière totaal   | Carrière totaal | Carrière totaal | 29         | 1          | 3     | 0     | 0        | 0        | 1        | 0        | 33     | 1      |

Bijgewerkt op 21 juni 2022.

## Erelijst
| Competitie       |            |            |            |            |
| Competitie       | Aantal     | Jaren      |            |            |
| Antwerp FC       | Antwerp FC | Antwerp FC | Antwerp FC | Antwerp FC |
| ---------------- | ---------- | ---------- | ---------- | ---------- |
| Beker van België | 1×         | 2019/20    |            |            |
| Beerschot VA     |            |            |            |            |
| Eerste Klasse B  | 1x         | 2023/24    |            |            |

2 Dagba ·
3 Matthys ·
4 Plat ·
5 Mbe Soh ·
6 Fayed ·
7 Reyners ·
8 Henderson ·
9 Kosiah ·
10 Verlinden ·
11 Krüger ·
13 Doucouré ·
16 Al-Ghamdi ·
17 Al-Sahafi ·
18 Sanusi  ·
19 Thiam ·
21 Vargas ·
25 Colassin ·
26 Tshimanga ·
27 Keita ·
28 Weymans ·
30 Huiberts ·
32 Wright-Phillips ·
33 Shinton ·
42 Martha ·
47 Cagro ·
51 De Stobbeleir ·
55 Nzouango ·
66 Tolis ·
71 Matijaš ·
Coach: Kuijt